# Радиационный баланс
Радиационный баланс земной поверхности — алгебраическая сумма потоков радиации в определенном объёме или на определенной поверхности, то есть разница между поглощенной радиацией и эффективным излучением этой поверхности. Годовые его величины в целом для Земли положительные. Один из климатообразующих факторов, важнейшая характеристика микроклимата посевов и условий их фотосинтеза.

## Составные части
Для земной атмосферы радиационный баланс состоит из положительной части — поглощенной прямой (S') и рассеянной солнечной радиации (D), а также поглощенного длинноволнового излучения (инфракрасного) земной поверхности, и расходной части — потери тепла за счет длинноволнового излучения атмосферы в направлении к земной поверхности (так называемое противоизлучение атмосферы) и в космос.

Положительная часть радиационного баланса подстилающей поверхности состоит из поглощенной подстилающей поверхностью прямой и рассеянной солнечной радиации, а также поглощенного противоизлучения атмосферы. Расходная часть состоит из потери тепла подстилающей поверхностью за счет собственного теплового излучения.
Формула радиационного баланса (элементы в Вт/м2):
B = (S' + D — R) — (Eс — b·Ea) = Q·(1-Ak) — Eэф
- B — радиационный баланс;
- S' — прямое солнечное излучение;
- D — рассеянная солнечная радиация;
- R — отраженная солнечная радиация
- Q — суммарная солнечная радиация;
- Eс — излучение земной поверхности;
- Ea — противоизлучение атмосферы;
- b — коэффициент поглощения подстилающей поверхности;
- Ak — альбедо подстилающей поверхности;
- Eэф — эффективное излучение подстилающей поверхности.

## Факторы
Радиационный баланс зависит от высоты солнца над горизонтом, что обусловлено временем суток, временем года, географической широтой, а также от альбедо земной поверхности, прозрачности атмосферы, облачности.

## Динамика
Днем радиационный баланс положительный, ночью — отрицательный. Смена знака радиационного баланса на противоположный происходит примерно через час после восхода солнца и за час до заката. Положительный радиационный баланс означает избыток тепла на поверхности земли, который компенсируется оттоком энергии в виде турбулентных потоков и теплопередаче, затраты тепла на фазовые переходы. Отрицательный баланс означает недостаток тепла, пополняется потоком энергии из атмосферы и из глубин почвы или воды. Значение радиационного баланса, его пространственная гетерогенность определяет области прогрева или охлаждения воздуха над поверхностью, что влияет на режим атмосферной циркуляции.

## Измерение
Радиационный баланс в полевых условиях измеряют с помощью балансомера конструкции Ю. Д. Янишевского, состоящий из двух пластинок (приемников радиации), установленных горизонтально: первая — к зениту, вторая — к земной поверхности. Вследствие разности радиации, падающей на пластинки, создается разница температуры, что порождает электрический ток, который регистрируется гальванометром.

## Значение
Радиационный баланс является составной частью теплового баланса атмосферы и подстилающей поверхности. На Земле радиационный баланс колеблется в широких пределах: наибольшие его значения — в тропических океанах (до 1 кВт/м2), наименьшие — в глубинных районах Антарктиды (круглый год отрицательные).